# Clotilde Dunant
Pour les articles homonymes, voir Dunant.
Clotilde Dunant, épouse Clotilde Salabert, née le 19 juillet 1821 à Annecy (alors division de Savoie du royaume de Sardaigne) et morte le 8 novembre 1892 dans la même ville, est une artiste peintre française.

## Biographie
Josephte Clotilde Dunant est née le 19 juillet 1821 à Annecy. Elle est la fille de l'architecte et artiste peintre Prosper Dunant (1790-1878) et de son épouse, Marie-Alphonsine Dunant, ainsi que la sœur de l'avocat et homme politique Camille Dunant (1819-1909). Elle épouse le peintre Firmin Salabert en 1861,.
Ils s'installent dans le manoir de Lathuile, qu'ils font restaurer,.
Elle meurt le 8 novembre 1892 à Annecy.

## Œuvres

### Collections publiques
- Gaillac, musée des Beaux-Arts : Une crue sur la rivière, huile sur toile[7].